# Retko te viđam sa devojkama
„Retko te viđam sa devojkama” je druga pjesma koja je objavljenja na prvom singlu srbijanskog novovalnog sastava Idoli (prva je bila „Pomoć, pomoć”). 

## Povijest
Singl s pjesmama objavljen je u svibnju 1980. i besplatno se dijelio uz časopis „Vidici”. Pjesme su bile na A-strani, dok je na B-strani bila recitacija Slobodana Škerovića „Poklon”. Dugo se vjeruje da je ovo jedna od prvih pjesama u Jugoslaviji koja obrađuje tematiku homoseksulnosti (prva je bila „Neki dječaci” od Prljavog kazališta), no Srđan Šaper tvrdi kako je pjesma ipak „o autsajderu koji ne može da se uklopi u društvo”.

## Popis pjesama
1. Idoli — „Pomoć, pomoć”
2. Idoli — „Retko te viđam sa devojkama”
3. Slobodan Škerović — „Poklon”

## Članovi
- Vlada Divljan (gitara, vokal)
- Srđan Šaper (gitara, vokal)
- Nebojša Krstić (udaraljke)
- Zdenko Kolar (bas-gitara)
- Boža Jovanović (bubnjevi)

## Druga verzija pjesme
„Retko te viđam sa devojkama”  je snimljena još jednom u Zagrebu, a producirao ju je Goran Bregović, i bila je na B-strani singla Maljčiki. Ova inačica pjesme našla se i na kompilaciji Svi marš na ples!.

## Popis pjesama
1. „Maljčiki” (S. Šaper, V. Divljan)
2. „Retko te viđam sa devojkama” (V. Divljan)

## Članovi
- Vlada Divljan (gitara, vokal)
- Srđan Šaper (gitara, vokal)
- Nebojša Krstić (udaraljke)
- Zdenko Kolar (bas-gitara)
- Boža Jovanović (bubnjevi)

## Cover inačice
Poljska inačica pjesme (naziva Rzadko Widuje Cie Z Dziewczętami) pojavljuje se na Jugotonovom albumu, a izvode je Kasia Nosowska i Pawel Kukiz 2001.
Srbijanski hard core/punk sastav Lude Krawe snimio je inačicu koja je objavljena na albumu Sve Tuđe 2007.

## Vanjske poveznice
- Pomoć, Pomoć / Poklon na Discogs
- Maljčiki / Retko Te Viđam Sa Devojkama na Discogs